# Тензин (персонаж)
Тензин (англ. Tenzin) — персонаж мультсериала «Легенда о Корре», один из главных героев.

## Появления

### Мультсериал «Легенда о Корре»

#### Книга 1: Воздух
Тензин стал духовным наставником и учителем магии воздуха для Корры в начале Книги Первой, когда она успешно овладела тремя другими стихиями. Аватар поселилась в его островном храме воздуха, который относится к Республиканскому городу. Изначально занятия проходили плохо, Тензин и Корра часто ругались. Однако после того, как Корру однажды одолели Уравнители, она высказалась Тензину о своём страхе к Амону, который способен лишать магии. Наставник утешил её, и у них стали налаживаться отношения. Позже, когда Уравнители открыто пошли войной на Республиканский город, Тензина, его жену и детей поймали люди Амона. Их могли лишить магии воздуха, но семью спасли Корра и Мако. Впоследствии Амон лишил Корру магии трёх стихий, однако у неё наконец открылись способности к покорению воздуха. Вскоре дух Аанга вернул ей силу остальных элементов, и она, используя этот опыт, смогла вернуть Лин Бейфонг магию металла. Тензин был очень горд ученицей.

#### Книга 2: Мир духов
В Книге Второй отношения Тензина с Коррой снова наряжённые. Аватар отказывается от Тензина как от наставника и желает учиться у своего дяди Уналака. Она решила остаться на южном полюсе, а Тензин уехал в Южный храм воздуха со всей своей семьёй. Там Тензин, Буми и Кая обсуждали их прошлые семейные конфликты и в конечном итоге оставили обиды. Когда Тензин воссоединился с Коррой, она снова стала его ученицей, поскольку узнала о злодейских планах дяди. Позже, когда Уналак хватает дух Джиноры в мире духов, Тензин и его союзники отправились к южному полюсу, чтобы войти туда через портал. В мире духов Тензин встретился с духом своего отца Аанга. Он расстроен, что не может быть похожим на отца, но тот призвал сына быть самим собой и не пытаться быть кем-то другим. Тензин воодушевился этим и в итоге нашёл Джинору в мире духов. Во время Гармоничного сближения (когда все планеты солнечной системы выстраиваются в ряд), Тензин узнаёт от Корры, что Уналак и Ваату погубили Рааву, разорвав связь Аватара с её прошлыми воплощениями. Наставник помог Корре, и её дух стал голубым великаном. Пока она сражалась со своим дядей, который стал Тёмным Аватаром, Тензин и другие успешно защитили тело Корры от бесчисленных злых духов. Корра с помощью Джиноры одержала победу.

#### Книга 3: Перемена
В Книге Третьей произошло возрождение нации воздушных кочевников. Многие люди, в том числе брат Тензина Буми, внезапно получили силу магии воздуха из-за того, что Корра оставила порталы открытыми после Гармонического сближения. Тензин вместе с Коррой, Асами Сато, Мако, Болином и Буми отправляется на поиски новых магов воздуха, чтобы возродить культуру былых кочевников. Изначально им удалось найти и взять к себе мальчика Кая, у которого погибли родители. Однако в столице Царства Земли, Ба-Синг-Се, группа узнала, что несколько магов воздуха были пойманы Царицей Земли, которая решила собрать себе армию. Команда освобождает пленных, и они соглашаются стать воздушными кочевниками. В Северном храме воздуха Тензин пытался передать своим ученикам культурные знания своей нации, но они, как правило, не проявляли особого интереса к учёбе. Вскоре к группе присоединились Икки, Мило, Пема, Кая и другие маги воздуха, прибывшие с островного храма. Тензин по совету Буми перешёл к строгой тактике и сурово обучал новичков. Поначалу им это не нравилось, но вскоре воздушным кочевником удалось одолеть магов земли, которые незаконно ловили летающих бизонов. Впоследствии Захир и его союзники прибыли в Северный храм воздуха для захвата воздушных кочевников, чтобы вынудить Корру сдаться им. Тензин вместе с Буми и Каей вступили в битву с Захиром, Газаном, Минь-Хуа и Пэ’Ли в отчаянной попытке защитить остальную часть семьи и своих учеников. В дуэли с Захиром Тензин одержал верх. Вскоре, однако, ход битвы изменился, когда Газан и Минь-Хуа подключились к сражению. Они ловко одолели брата и сестру Тензина. Затем и Пэ’Ли присоединилась к битве. Тензин был в меньшинстве, но отважно сражался, отказываясь уступать. Всё же он был побеждён четвёркой и сильно ранен. Банда Захира взяла в плен всех жителей Северного храма воздуха, кроме Кая, которого посчитали мёртвым, но тот выжил. Раненого Тензина спасли Асами, Болин и Мако. Когда всё кончилось, Тензин провёл церемонию посвящения Джиноры в учителя, наконец разрешив сделать ей татуировку в виде стрелы. Он объявил, что пока Корра будет оправляться после жестокой схватки с Захиром, воздушные кочевники помогут восстановить мир и равновесие на планете.

#### Книга 4: Равновесие
В Книге Четвёртой воздушные кочевники сосредоточили свои усилия на Царстве Земли, которое пришло в упадок после убийства Царицы Земли. Тензин, который был фактическим руководителем возрождённой нации воздуха, присутствовал на церемонии коронации Ву, когда Кувира отказалась отдавать власть и провозгласила себя лидером новой Империи Земли. Обеспокоенные заявлением Кувиры, Тензин и мировые лидеры собрались после коронации и отправили Суинь Бейфонг, сестру Лин, в качестве своего представителя, чтобы поговорить с Кувирой и убедить её остановиться. Однако Кувира осталась стоять на своём. Впоследствии Тензин поручил своим детям найти Корру, местонахождение которой на тот момент было неизвестно, и доставить её в Республиканский город. Дети успешно справились с этой задачей. Когда Корра поделилась с Тензином, что переживает из-за поражения от Кувиры, когда столкнулась с ней в Заофу, наставник подбодрил ученицу и сказал, что никто не ожидал, что Аватар будет биться с диктатором в одиночку, и что ответственность за разрешение проблемы с Великим объединителем лежит на каждом. Несколько дней спустя Тензин присутствовал на встрече лидеров, обсуждая процесс эвакуации жителей Республиканского города, поскольку Кувира собиралась напасть. Встречу прервали Лин, Суинь, Жу Ли и Болин. Последний сообщил о том, что у Кувиры есть супероружие: мощная энергетическая пушка. Жу Ли добавила, что Великий объединитель собиралась вторгнуться в город через 2 недели. Тензин вернулся к своей семье на островной храм воздуха и хотел, чтобы они покинули город. Вместо этого Пема и трое их старших детей решили остаться и оказать любую возможную помощь. Позже Тензин участвовал в операции Корры по похищению Баатара-младшего, возлюбленного Кувиры, чтобы узнать от него, как остановить её гигантского робота, и чтобы использовать его как разменную монету. Они смогли сделать это и стали допрашивать пленника. Корре в конце концов удалось заставить Баатара-младшего связаться с Кувирой, и тот попросил остановить её своё нападение. К всеобщему удивлению, Кувира отследила радиосигнал, идущий с их завода, и решила уничтожить его своей пушкой. Все чудом уцелели. Тензин и его друзья в конечном итоге одержат победу над Кувирой и её армией. В конце мультсериала Тензин присутствовал на свадьбе Варика и Жу Ли. После вечеринки Тензин разговаривал с Аватаром. Он похвалил ученицу, отметив, что она изменила мир за несколько лет гораздо больше, чем большинство её предшественников за всю свою жизнь.

## Отзывы и критика

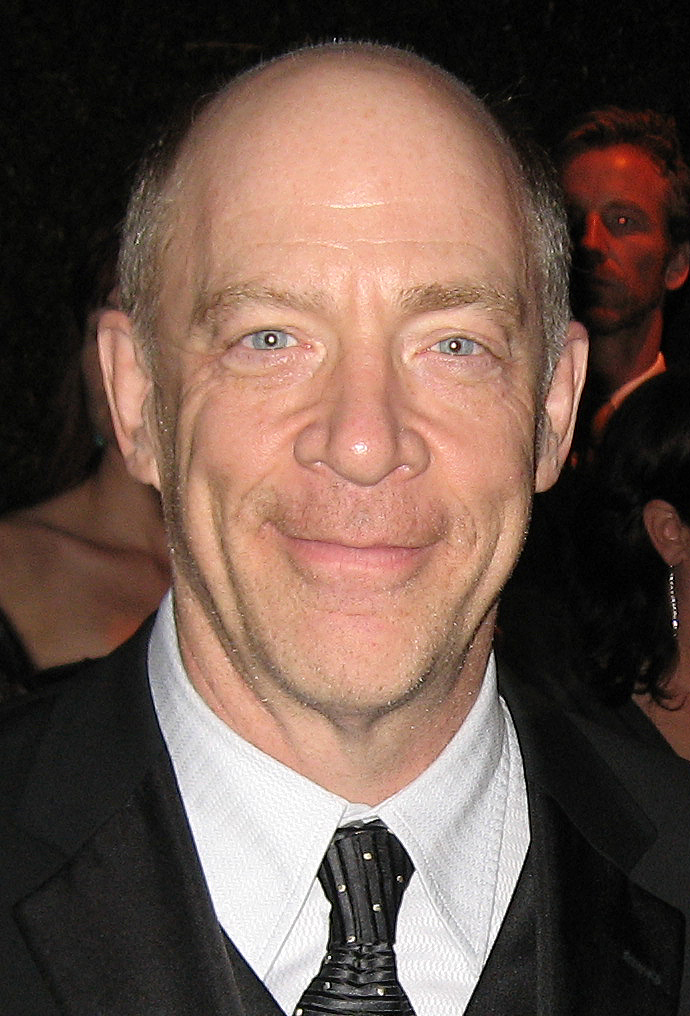
Дж. К. Симмонс озвучил Тензина

Линн Мари из Screen Rant отмечала, что «Тензин особенный не только потому, что он духовный наставник и главный учитель Аватара Корры, но также потому, что он единственный маг воздуха, который родился за 100 лет». Она подчеркнула, что по этой причине Тензин «является самым старым магом воздуха в „Легенде о Корре“». Журналистка добавила, что «благодаря своей мудрости он может помочь и дать совет Корре, когда ей нужно одолеть негодяев и злодеев». Коллега Мари, Льюис Кемнер, считает Тензина «весьма эмоциональным» человеком, а также «упрямым». По поводу последнего он написал, что Тензин «не такой же гибкий, как воздух». Журналист похвалил мастерство магии воздуха Тензина и отметил, что он заслужил свою татуировку.
Кемнер также рассматривал Тензина в статье для Comic Book Resources. В ней он похвалил персонажа за то, что тому удалось вернуть доверие Лин Бейфонг после разрыва с ней и остаться друзьями. Репортёр также акцентировал внимание на его битве с Красным лотосом в эпизоде «Ультиматум». Кемнер написал, что Тензин «почти победил, пока союзники Захира не загнали его в угол». Он отметил, что «Тензин пал как настоящий герой».
В CBR также рассматривались лучшие фразы персонажа. Кельвин Люмен включил в этот список совет Тензина Корре о том, что «бояться — это нормально». На первое место журналист поставил его слова про то, что «признание своих страхов — первый и самый трудный шаг в их преодолении». Зак Блюменфелд из Paste дал Тензину 16 место в топе лучших персонажей из вселенной «Аватара» и похвалил актёра озвучки Дж. К. Симмонса. Однако он раскритиковал «деревянную игру Тензина в роли отца из ситкома, которая просто не так хорошо прописана или не так хорошо исполнена, как остальное в „Легенде о Корре“».